# Nazirpur
Nazirpur är ett underdistrikt i Bangladesh. Det ligger i den södra delen av landet, 110 km söder om huvudstaden Dhaka.
Trakten runt Nazirpur består huvudsakligen av våtmarker. Runt Nazirpur är det mycket tätbefolkat, med 1 177 invånare per kvadratkilometer.